# Ribennes
Ribennes est une ancienne commune française, située dans le département de la Lozère en région Occitanie. 
Ses habitants sont appelés les Ribennois.

## Géographie
Commune du Massif central située dans le massif de la Margeride.

### Communes limitrophes
| Peyre en Aubrac   | Serverette                 | Saint-Gal       |
| Recoules-de-Fumas | Ribennes                   | Monts-de-Randon |
|                   | Lachamp (Lachamp-Ribennes) |                 |

### Hydrographie
La commune est traversée par la Colagne, affluent du Lot. Celle-ci alimente le lac de Ganivet.

## Histoire
Le 1er janvier 2019, elle fusionne avec Lachamp pour constituer la commune nouvelle de Lachamp-Ribennes, dont elle est le chef-lieu.

## Politique et administration
| Période | Période  | Identité          | Étiquette | Qualité |
| ------- | -------- | ----------------- | --------- | ------- |
| 2019    | 2020     | Jacques Boulagnon |           |         |
| 2020    | En cours | Nathalie Bonnal   |           |         |

| Période    | Période       | Identité          | Étiquette | Qualité |
| ---------- | ------------- | ----------------- | --------- | ------- |
| avant 1995 | ?             | Augustin Bonnal   | DVD       |         |
| 2001       | 2008          | Alain Compeyron   |           |         |
| 2008       | décembre 2018 | Jacques Boulagnon |           |         |

## Démographie
| 1793 | 1800 | 1806 | 1821 | 1831 | 1836 | 1841 | 1846 | 1851 |
| ---- | ---- | ---- | ---- | ---- | ---- | ---- | ---- | ---- |
| 667  | 638  | 988  | 692  | 603  | 639  | 615  | 674  | 648  |

| 1856 | 1861 | 1866 | 1872 | 1876 | 1881 | 1886 | 1891 | 1896 |
| ---- | ---- | ---- | ---- | ---- | ---- | ---- | ---- | ---- |
| 667  | 661  | 622  | 636  | 626  | 641  | 617  | 649  | 648  |

| 1901 | 1906 | 1911 | 1921 | 1926 | 1931 | 1936 | 1946 | 1954 |
| ---- | ---- | ---- | ---- | ---- | ---- | ---- | ---- | ---- |
| 622  | 648  | 715  | 725  | 560  | 522  | 529  | 491  | 366  |

| 1962 | 1968 | 1975 | 1982 | 1990 | 1999 | 2006 | 2008 | 2013 |
| ---- | ---- | ---- | ---- | ---- | ---- | ---- | ---- | ---- |
| 296  | 271  | 259  | 228  | 215  | 172  | 166  | 164  | 163  |

| 2016 | - | - | - | - | - | - | - | - |
| ---- | - | - | - | - | - | - | - | - |
| 169  | - | - | - | - | - | - | - | - |

## Culture locale et patrimoine

### Lieux et monuments
- Lac de Ganivet.
- Château de Combettes.

## Pour approfondir